# Cathedral Parkway – 110th Street (stacja metra na Broadway – Seventh Avenue Line)
Cathedral Parkway – 110th Street – stacja metra nowojorskiego, na linii 1. Znajduje się w dzielnicy Manhattan, w Nowym Jorku i zlokalizowana jest pomiędzy stacjami 116th Street – Columbia University i 103rd Street. Została otwarta 27 października 1904.